# Roccafiorita
Roccafiorita es una localidad italiana de la provincia de Mesina, región de Sicilia, con 229 habitantes.

Ubicación de la ciudad de Roccafiorita dentro de la provincia de Mesina.

## Evolución demográfica
| Gráfica de evolución demográfica de Roccafiorita entre 1861 y 2001 |
|                                                                    |
| Fuente ISTAT - Elaboración gráfica por parte de Wikipedia          |